# John J. Kavelaars
John J. Kavelaars — aussi appelé JJ Kavelaars —, né en 1966, est un astronome canadien.

## Biographie
Il est membre d'une équipe qui a découvert plusieurs satellites naturels de Saturne, d'Uranus et de Neptune. Du fait de la nationalité de John J. Kavelaars, certains satellites de Saturne portent des noms inuktituts.
Il a été chercheur à l'université McMaster d'Hamilton de 1998 à 2002. Il est depuis attaché à l'Institut Herzberg d'astrophysique à Victoria, en Colombie-Britannique.
D'après le Centre des planètes mineures, il a découvert onze astéroïdes entre 1999 et 2009, dont neuf avec un co-découvreur. La découverte de l'objet transneptunien (523794) 2015 RR245 en février 2016 a été attribuée à OSSOS.
L'astéroïde (154660) Kavelaars, qui appartient au groupe de Hungaria, a été nommé d'après lui.
Il est le frère aîné de l'actrice Ingrid Kavelaars et de l'escrimeuse olympique Monique Kavelaars (en).

## Astéroïdes découverts
| (44594) 1999 OX3 [1][2][3]                                                                              | 21 juillet 1999   |
| (60620) 2000 FD8 [1][3][2]                                                                              | 27 mars 2000      |
| (60621) 2000 FE8 [1][3][2]                                                                              | 27 mars 2000      |
| (82053) 2000 SZ370 [1]                                                                                  | 23 septembre 2000 |
| (182926) 2002 FU6 [1][4]                                                                                | 20 mars 2002      |
| (418993) 2009 MS9 [3][1]                                                                                | 25 juin 2009      |
| (468422) 2000 FA8 [1][3][2]                                                                             | 27 mars 2000      |
| (524457) 2002 FN6 [1][4]                                                                                | 30 mars 2002      |
| (568573) 2004 HN79                                                                                      | 26 avril 2004     |
| (609221) 2004 VC131                                                                                     | 9 novembre 2004   |
| (609222) 2004 VV131                                                                                     | 9 novembre 2004   |
| (612161) 2000 KK4 [1][2]                                                                                | 26 mai 2000       |
| 1. avec Brett J. Gladman 2. avec Matthew J. Holman 3. avec Jean-Marc Petit 4. avec Alain Doressoundiram |                   |